# The Diary (The Gentle Storm)
The Diary è l'unico album in studio del gruppo musicale olandese The Gentle Storm, pubblicato il 23 marzo 2015 dalla Inside Out Music.
Descritto dal polistrumentista del gruppo, Arjen Anthony Lucassen, come un «doppio concept album epico» che combina «musica classica [che] incontra [il] metal e folk acustico», The Diary è composto da due dischi che racchiudono undici brani ciascuno, con sonorità folk nel primo disco ed altre più symphonic metal nel secondo.

## Descrizione
Si tratta di un concept album la cui storia, ideata dalla cantante Anneke van Giersbergen ed accompagnata da una cronologia scritta da Perry Moree, è ambientata nel tardo 1600, durante il secolo d'oro olandese, e narra le vite del marinaio Joseph Warwijck (nato ad Amsterdam nel 1644) e della moglie Susanne Vermeer (nata a Delft nel 1647). Nello specifico, il concept si sviluppa sul viaggio in mare di Joseph in varie parti del mondo e sulle lettere scritte ed inviate da Susanne all'uomo, raccolte successivamente in un diario.
L'intera grafica e l'impaginazione sono state curate da Thomas Ewerhard ad eccezione della copertina frontale, realizzata da Alexandra V. Bach. La fotografia è stata invece curata da Raymond van Olphen.

## Promozione
The Diary è stato anticipato dal lyric video della versione "Storm" del brano d'apertura Endless Sea, uscito il 20 gennaio 2015, e da un breve tour acustico che ha toccato alcune città europee nel solo mese di febbraio. Il 27 febbraio il gruppo ha reso disponibile il video musicale di Heart of Amsterdam, mentre il 9 marzo è stato reso disponibile per l'ascolto la versione "Gentle" del brano Shores of India, seguito dal relativo videoclip il 23 dello stesso mese.
A seguire è stato un tour europeo svoltosi tra marzo e aprile che ha visto la partecipazione della sola van Giersbergen accompagnata da gran parte dei musicisti che hanno preso parte alle registrazioni dell'album, come il batterista Ed Warby, il bassista Johan van Stratum e il tastierista Joost van den Broek, ma anche artisti d'eccezione come la corista Marcela Bovio. In concomitanza con l'annuncio di ulteriori date europee, il 17 aprile 2015 i The Gentle Storm hanno pubblicato il videoclip dal vivo del brano The Storm.

## Tracce
Testi di Anneke van Giersbergen, musiche di Arjen Anthony Lucassen.
CD 1 – Gentle
1. Endless Sea (Gentle Version) – 5:59
2. Heart of Amsterdam (Gentle Version) – 6:36
3. The Greatest Love (Gentle Version) – 4:08
4. Shores of India (Gentle Version) – 6:40
5. Cape of Storms (Gentle Version) – 5:28
6. The Moment (Gentle Version) – 6:08
7. The Storm (Gentle Version) – 5:56
8. Eyes of Michiel (Gentle Version) – 3:56
9. Brightest Light (Gentle Version) – 4:46
10. New Horizons (Gentle Version) – 5:24
11. Epilogue: The Final Entry (Gentle Version) – 2:02

CD 2 – Storm
1. Endless Sea (Storm Version) – 5:53
2. Heart of Amsterdam (Storm Version) – 6:37
3. The Greatest Love (Storm Version) – 3:57
4. Shores of India (Storm Version) – 6:24
5. Cape of Storms (Storm Version) – 5:32
6. The Moment (Storm Version) – 6:10
7. The Storm (Storm Version) – 5:58
8. Eyes of Michiel (Storm Version) – 4:00
9. Brightest Light (Storm Version) – 4:54
10. New Horizons (Storm Version) – 5:25
11. Epilogue: The Final Entry (Storm Version) – 2:03

## Formazione
Gruppo
- Anneke van Giersbergen – voce
- Arjen Anthony Lucassen – chitarra elettrica e acustica, basso acustico, banjo, mandolino, percussioni, hammered dulcimer

Altri musicisti
- Ed Warby – batteria
- Rob Snijders – percussioni
- Jeroen Goossens – ottavino, flauto, flauto contralto, flauto basso, flauto contrabbasso, oboe, corno inglese, controfagotto, shakuhachi, bansuri, siku, flauto soprano, contralto e tenore, flauto traverso, tin whistle, low whistle, didgeridoo, rombo
- Johan van Stratum – basso elettrico
- Ben Mathot – violino
- Maaike Peterse – violoncello
- Joost van den Broek – grand piano
- Hinse Mutter – contrabbasso
- Jenneke de Jonge – corno francese
- Jack Pisters – sitar, sitar elettrico
- Timo Somers – assolo di chitarra (traccia 2)
- Michael Mills – bouzouki irlandese
- Remco Helbers – surbahar
- Nathanael van Zuilen – tabla
- Epic Rock Choir – coro

Produzione
- Arjen Lucassen – produzione, registrazione, missaggio
- Jos Driessen – registrazione
- Brett Caldas-Lima – mastering

## Classifiche
| Classifica (2015) | Posizione massima |
| ----------------- | ----------------- |
| Belgio (Fiandre)  | 79                |
| Belgio (Vallonia) | 130               |
| Francia           | 157               |
| Germania          | 38                |
| Paesi Bassi       | 6                 |
| Svizzera          | 62                |